# Атлас языков мира, находящихся под угрозой исчезновения
«Атлас языков мира, находящихся под угрозой исчезновения» (англ. Atlas of the World's Languages in Danger), ранее «Красная книга исчезающих языков» (англ. Red Book of Endangered Languages) — издание ЮНЕСКО, которое содержит данные об исчезающих языках. В январе 2009 была создана дополняющая печатное издание интерактивная онлайн-версия. Цель проекта — привлечь внимание властей, языковых сообществ и широкой публики к проблеме языков, находящихся под угрозой исчезновения, и к необходимости сохранения мирового языкового разнообразия.

## История
В 1992 году в Квебеке состоялся Международный конгресс лингвистов, главной темой которого стали языки, находящиеся под угрозой вымирания. В этом же году Комитет по исчезающим языкам при Постоянном международном комитете лингвистов (CIPL) провёл в Париже встречу под эгидой ЮНЕСКО с участием крупнейших специалистов. По инициативе австралийского лингвиста Стивена Вурма был принят план о сборе и публикации данных об исчезающих языках.
В 1994 году была создана электронная «Красная книга исчезающих языков».
В 1996 году вышел первый «Атлас языков, находящихся под угрозой исчезновения» под редакцией С. Вурма. Будучи первой публикацией такого рода, атлас вызвал интерес как со стороны учёных и журналистов, так и у широкой публики.
Второе издание атласа было выпущено в 2001 году (также под редакцией С. Вурма). Эта версия насчитывала 90 страниц, в том числе 14 листов с картами и включала описание 800 языков.
В 2005 году ЮНЕСКО опубликовала тестовую интерактивную онлайн-версию атласа. Полная версия была закончена в 2009 году.
Последняя версия атласа, изданная в 2010 году при поддержке правительства Норвегии, содержит около 2500 языков (из которых 230 исчезли с 1950 года). Для каждого языка в атласе указаны его название, уровень жизнеспособности (см. ниже) и страна или страны, где на нём говорят. Онлайн-издание также даёт информацию о числе носителей каждого языка, необходимых мерах по его сохранению, проектах, связанных с этим языком, об источниках информации, соответствующих кодах ISO 639-3 и географических данных.

## Классификация исчезающих языков
Атлас показывает степень сохранности языка на основе девяти факторов, из которых самым важным является передача языка между поколениями. В зависимости от этого языку присваивается один из следующих статусов:
- безопасный (safe): на языке говорят многие поколения, передача языка не прерывается (такие языки не занесены в атлас);
- уязвимый (vulnerable): на языке говорит большинство детей, но его распространение может ограничиваться несколькими областями (например, язык употребляется только дома);
- под угрозой (definitely endangered): дети дома уже не учат язык как родной;
- серьёзно уязвимый (severely endangered): на языке говорит старшее поколение; поколение родителей может его понимать, но не говорит на нём с детьми или между собой;
- критически уязвимый (critically endangered): самыми молодыми носителями являются старые люди, которые говорят на языке только частично и редко;
- вымерший (extinct): носителей уже не существует (в атлас занесены только языки, вымершие после 1950-х годов).